# Bartók Béla Zeneművészeti és Hangszerészképző Gyakorló Szakgimnázium
A Bartók Béla Zeneművészeti Szakgimnázium Magyarország egyik legrégebbi zeneoktatási intézménye és egyben a Liszt Ferenc Zeneművészeti Egyetem gyakorlóiskolája, ami a hivatalos nevében is szerepel. Budapesten található, a Nagymező utca 1. szám alatt, közel a Zeneakadémiához. Alapításának története a reformkorba nyúlik vissza.

## Története
1840-ben Mátray Gábor igazgatásával megalakult a Nemzeti Zenede, a Pest-Budai Hangász Egylet Énekesiskolájaként. A növendékek száma 75 volt. Az alapításhoz szükséges összeg előteremtésében vezető szerepet játszott Liszt Ferenc, aki két nagy sikerű hangversenyt adott a Hangász Egylet javára, és báró Sina Simon bőkezű adakozó. 10 évvel később már 200 növendéke volt, és a korábbi ének-, zeneszerzés- és kórusszakok mellett megalakult a zongora-, hegedű-, gordonka-, fuvola- és klarinéttanszak is.
1867-ben végérvényesen Nemzeti Zenedére keresztelték az intézményt, amely a Zeneakadémia 1875-ös megalakulásáig a magyar zeneoktatás legrangosabb otthona volt. Ekkoriban hangzottak el báró Eötvös József vallás- és közoktatási miniszter biztató szavai: „…hazai intézeteink közt oly kiváló helyet foglal el, hogy erejében és hatáskörében egyre gyarapodva – azt kívánom – a magyar zeneművészet valódi ápolójává váljék…”
Rövid időre – 1920–27 között – a Nemzeti Zenede állami kezelésbe került, majd ismét mint egyesületi szervezet alakult újjá. Az iskola vezetésében olyan kiváló muzsikusokat, nagy tekintélyű tanárokat találunk, mint Szendy Árpád, Kern Aurél, Haraszti Emil, Szabados György.
1941-től Kresz Géza hegedűművész állt az intézmény élére. Az ő kezdeményezésére indult el a gimnáziumi tagozat.
A második világháború után Állami Zenei Gimnázium néven működött, a Semmelweis utcában. Dr. Klenka János volt az igazgató, akit Szelényi István követett. Az 1947/48-as tanévben itt érettségizett pl. Házy Erzsébet, Kulka János karmester, az 1948/49 tanévben pedig Moldován Stefánia, Kocsis Albert, Szász József, Ungár Tamás, Sebestyén János, Ádám Vera (Halász Ferenc hegedűművésznek, a gimnázium igazgatójának a felesége).
1948-ban állami rendelettel felszámolták a Nemzeti Zenede Egyesületet, és az iskola Állami Konzervatórium néven működött tovább, felvállalva a tanárok továbbképzését is. 1949-ben a Nagymező utca 1. szám alatt lévő épületben a budapesti Állami Zenekonzervatórium II. emeletét a „Zenei Gimnázium” foglalta el, egyidejűleg a Zenekonzervatórium a Semmelweis utca 21.-ből (amit később lebontottak) a 12.-be költözött át (ami ma a Liszt Ferenc Zeneművészeti Egyetem egyik épülete). 1954-től hivatalosan a középfokú zeneoktatás budapesti feladatait látta el. Ekkor Sándor Frigyes volt az igazgató, akit 1958-ban Fasang Árpád követett.
1966-tól a tanárképzést a Zeneakadémiához csatolták. Az iskola ekkor vette fel a Bartók Béla Zeneművészeti Szakiskola nevet. 1973-tól Halász Ferenc hegedűművész irányítása alatt a Liszt Ferenc Zeneművészeti Főiskola gyakorlóiskolája lett.
1990-ben – ekkor már Szabó Tibor karnagy volt az igazgató – a közismeret keretein belül újraindult a gimnáziumi oktatás. 2017-ig az intézmény hivatalos neve: Bartók Béla Zeneművészeti Szakközépiskola és Gimnázium, a Liszt Ferenc Zeneművészeti Egyetem Gyakorlóiskolája volt.
Jelenleg (2016) több mint 400 hallgatója van 23 tanszakon. 2012 szeptembere óta az intézmény élén dr. Benkő Szabolcs igazgató áll.

## Galéria

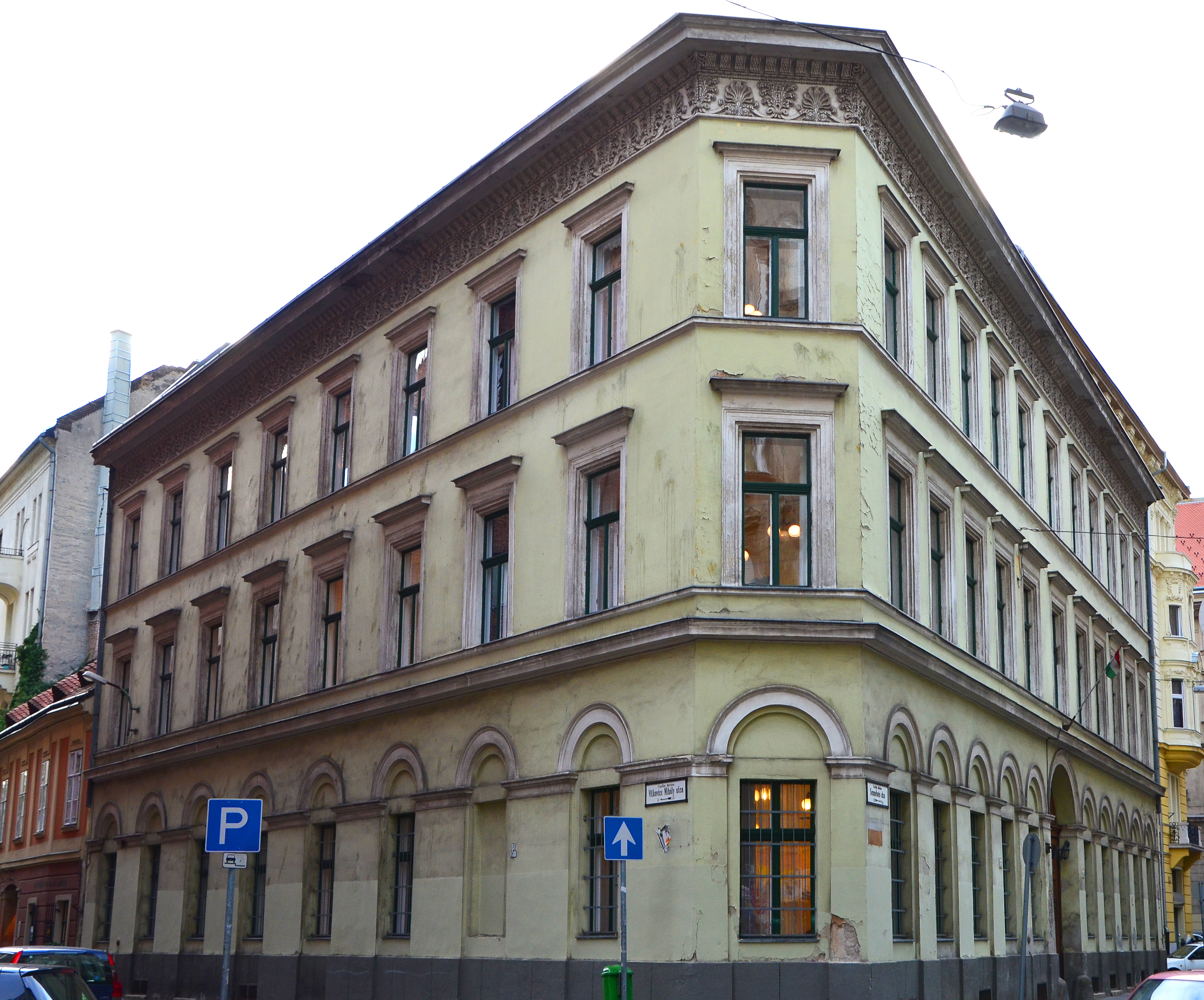
A korábbi Nemzeti Zenede műemléképülete a Semmelweis utca 12. szám alatt
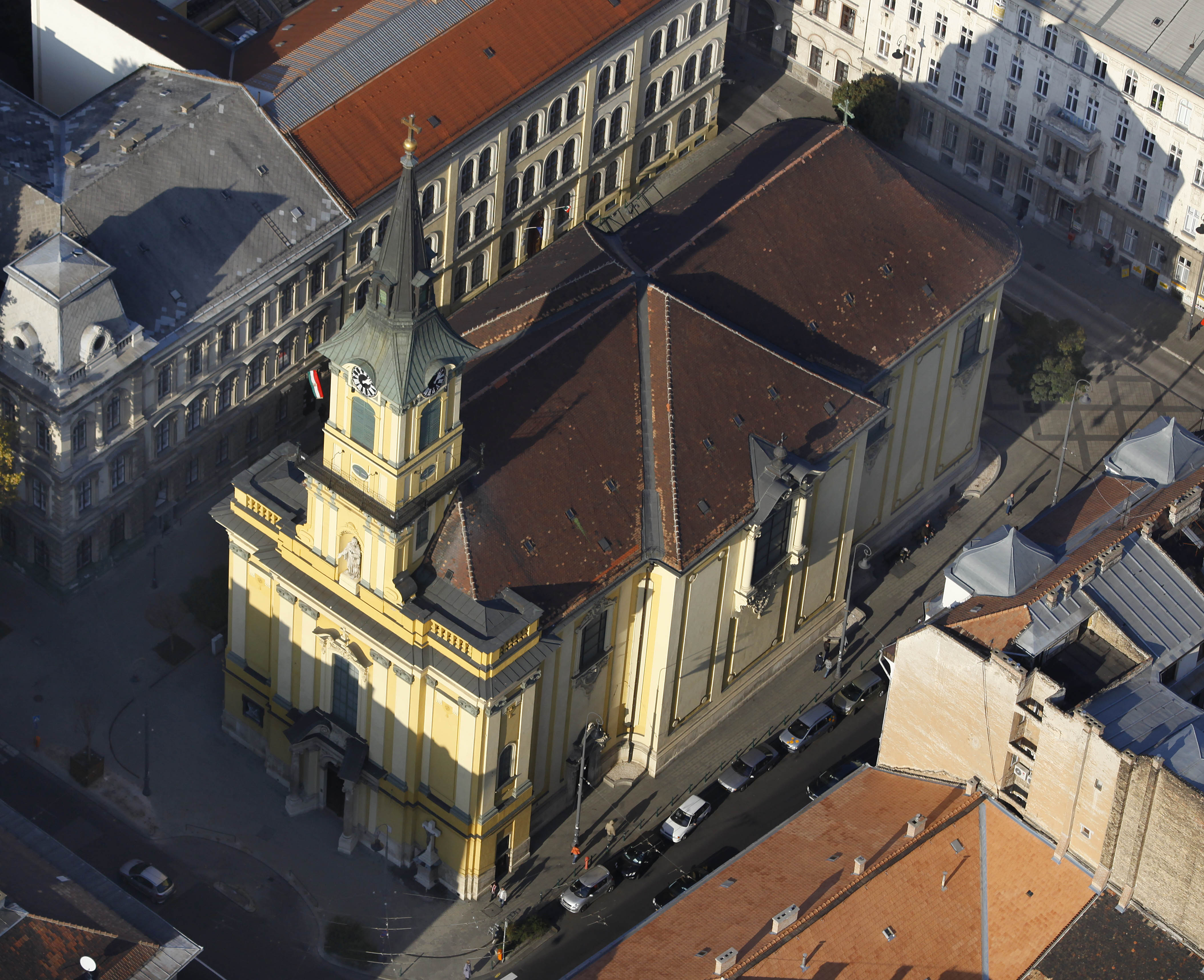
A Bartók Béla Konzervatórium ma a terézvárosi Szent Teréz-plébániatemplom mellett található (balra)
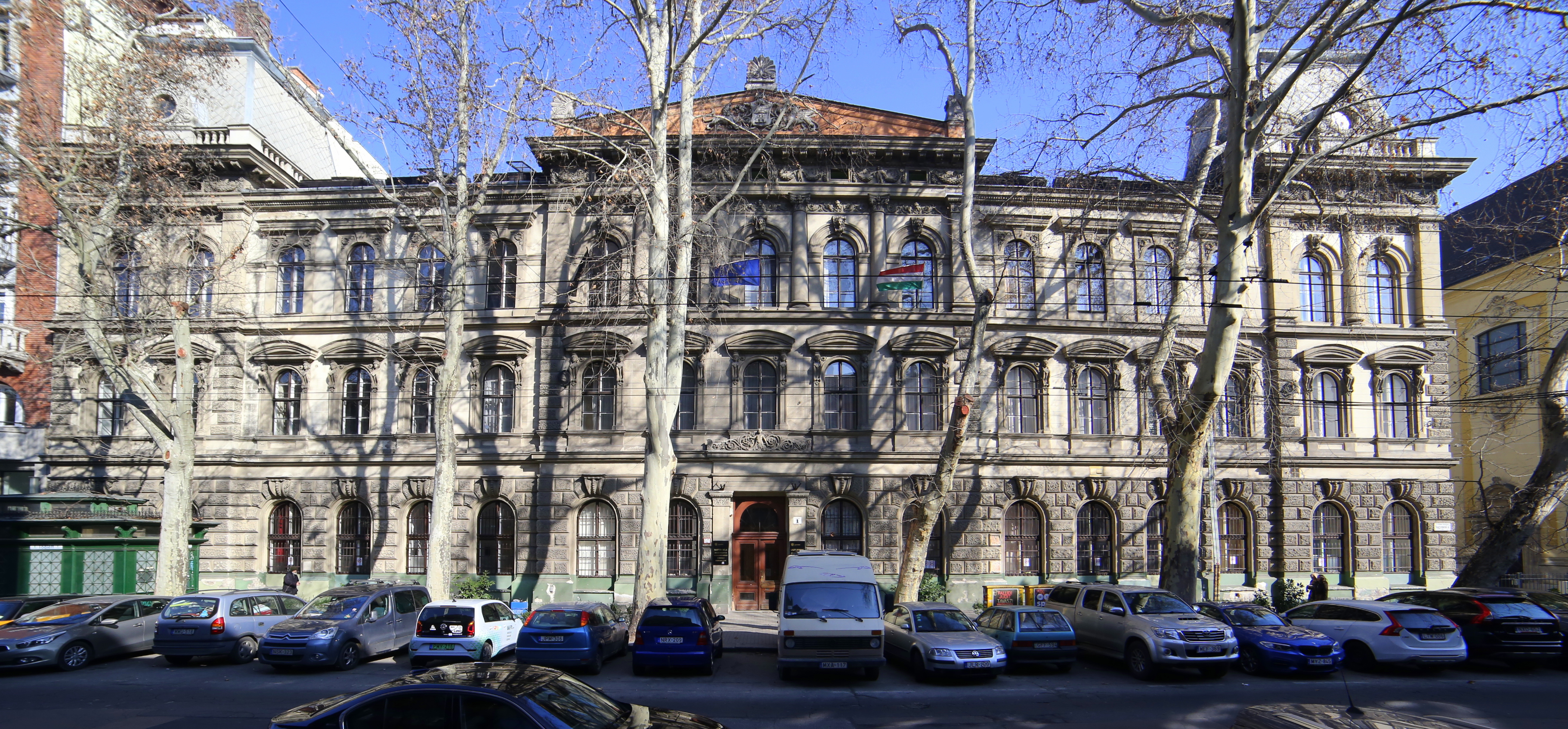
A Bartók Béla Konzervatórium

## A középiskola híres tanítványai
- Hegyi Gábor barokk trombitaművész.
- László Attila, Liszt Ferenc-díjas jazzgitáros és zeneszerző, a Magyar Jazz Szövetség egykori elnöke, a modern magyar jazz kiemelkedő képviselője, érdemes művész.
- Szarvas Klári
- Kincses Veronika